# Hilton Hall

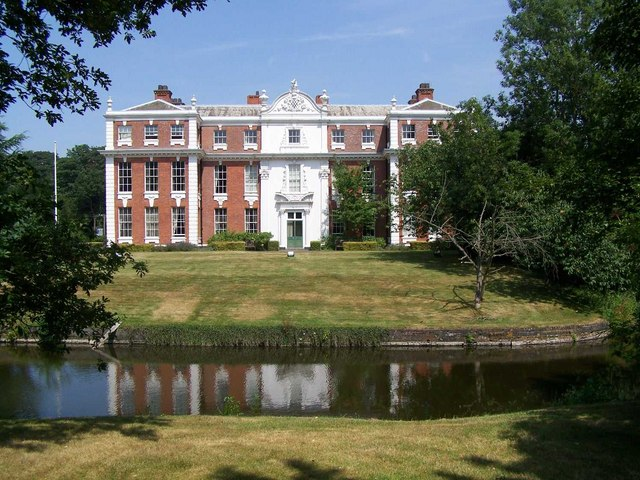
Hilton Hall

Hilton Hall ist ein Herrenhaus aus dem 18. Jahrhundert in ‚‘Hilton‘‘ bei Wolverhampton in der englischen Grafschaft Staffordshire. English Heritage hat sie als historisches Gebäude I. Grades gelistet. Heute dient sie als Büro- und Geschäftszentrum.

## Geschichte
Das erste Herrenhaus an dieser Stelle wurde von Sir Henry Swinnerton Anfang des 14. Jahrhunderts in Auftrag gegeben. Im Jahre 1547 heirateten Margaret Swynnerton und Henry Vernon aus Sudbury Hall in Derbyshire. Beide Partner waren Angehörige wichtiger katholischer Familien. Margaret erbte Anwesen und Haus 1562 nach dem Tod ihres Vaters Humphrey Swynnerton, was mit Datum 8. Mai 1564 in einem Dokument niedergelegt wurde. Nach ihrem Tod verblieb das Anwesen in der Familie Vernon.
Henry Vernon, High Sheriff of Staffordshire, ließ das Haus um 1720 in frühem georgianischen Stil umbauen. Der Hauptblock ist dreigeschossig und trägt riesige Eckpfeiler, die von Urnen gekrönt sind.
Die Familie Vernon ließ einen ungewöhnlichen, sechseckigen Turm auf dem Gelände erbauen, der der Erinnerung an Admiral Edward Vernon und seine Gefangennahme 1739 in Portobelo in Panama durch die Spanier geweiht war. Dieses Monument wurde ebenfalls als historisches Gebäude I. Grades gelistet.
Im Jahre 1955 verkaufte die Familie das Anwesen an die Nonnen des St-Josephs-Ordens von Bordeaux zur Nutzung als Konvent. Von 1986 bis 1999 diente das Haus als Hauptverwaltung der Tarmac Group. Heute ist es ein Handelsbüro und Geschäftszentrum.